# Издательство Кирья
Издательство «Кирья» (фин. Kirja) — финноязычное издательство, действовавшее в Советском Союзе с 1923 по 1937 год.

## История
Издательство было основано в Ленинграде в июне 1923 года под названием Suomalainen Kustannusosuuskunta Kirja (Финское кооперативное издательство «Книга»). Его задачей было издание литературы для финноязычного населения Ингерманландии и советской Карелии. В его руководство вошли Теему Тёрмяля, Кустаа Ровио, Яло Кохонен, Юхо Кустаа Лехтинен из Ленинграда и Эдвард Гюллинг, Яакко Рахья, Йоэл Ярнстедт из Петрозаводска.
Из-за первоначальных трудностей и нехватки средств в 1923 году было опубликовало только одно значимое издание: Työläisen ja talonpojan kalenterin (Рабоче-крестьянский календарь) на 1924 год. Сначала издательское дело ограничивалось книгами, но позже стали издаваться и журналы. В 1925 году был основан теоретический журнал Kommunisti (Коммунист), а в следующем году начал издаваться журнал молодёжного союза Nuori kaarti (Молодая гвардия). В мае 1927 года в Ленинграде началась публикация газеты Vapaus (Свобода).
В 1927 году Тойво Алавирта сменил на посту директора Теему Тёрмяля. В этом же году в Ленинграде и Петрозаводске были открыты книжные магазины издательства «Кирья». Ассортимент издательства расширился, кроме политической литературы публиковались учебники и профессиональные сельскохозяйственные издания, которые распространялась главным образом в Ленинградской области. В конце 1920-х годов стала издаваться и художественная литература. В 1929 году в Ленинграде у издательства появилась собственная типография «Кирьяпаян».
В 1931 году кооперативная форма организации издательства была признана устаревшей — оно было национализировано, а его название изменилось на Государственное издательство «Кирья» Центрального исполнительного комитета Карельской АССР и Ленинградского облисполкома. В Петрозаводске издательству была передана типография имени П. Ф. Анохина. Тогда же у него появился логотип, нарисованный художницей Леви Аалто.
В начале 1930-х годов деятельность издательства расширилась. В 1923—1927 годах было опубликовано 176 различных наименований книг, в 1928—1932 годах — 768 наименований, а на 1933—1937 годы было запланировано 1850 наименований. В конце 1932 года «Кирья» имело следующие хозяйственные подразделения: издательства в Ленинграде и Петрозаводске, типографии в Ленинграде, Петрозаводске и Кондопоге, картонажная фабрика и фабрика счётных машин в Ленинграде, фотоателье в Ленинграде и книжные магазины в Ленинграде и Петрозаводске. В 1927 году постоянных сотрудников было всего 23 человека, а в 1932 году — уже 900 человек. Деятельность издательства постепенно переместилась в Советскую Карелию. «Кирья» стала четвертым по величине издательством в автономных республиках РСФСР после издательств Татарской, Дагестанской и Крымской АССР.
Развитие издательской деятельности в 1928—1936 годах:
| Год  | Названия | Печатных листов | Издано, тыс. шт. |
| ---- | -------- | --------------- | ---------------- |
| 1928 | 47       | 227             | 162,4            |
| 1929 | 75       | 523             | 199              |
| 1930 | 143      | 556             | 637              |
| 1931 | 323      | 949             | 1465             |
| 1932 | 287      | 1173            | 1028             |
| 1933 | 310      | 1924            | 1011             |
| 1934 | 248      | 1671            | 6266             |
| 1935 | 320      | 2222            | 741              |
| 1936 | 287      | 2138            | 860              |

Книжная продукция издательства делилась на общественно-политическую, техническую, сельскохозяйственную литературу, учебники, художественную и детскую литературу. Общественная литература включала переводы произведений К. Маркса, Ф. Энгельса, В. И. Ленина, материалы партийных совещаний и конференций ВКП(б), Коминтерна, сочинений и выступлений И. В. Сталина и других руководителей Советского Союза. Большое место занимали также произведения и мемуары о гражданской войне в Финляндии и России.
Финская художественная литература была представлена сборниками стихов, рассказами и романами Ялмари Виртанена, Леа Хело, Оскара Йоханссона, Аллана Висанена, Хильды Тихля, Эемели Парраса и других. Переводились произведения российских классиков: Н. В. Гоголя, И. А. Гончарова, И. А. Крылова, Н. А. Некрасова, А. С. Пушкина, Л. Н. Толстого, А. П. Чехова. Из советской литературы — Максима Горького, Владимира Маяковского, Николая Островского, Фёдора Панферова, Александра Серафимовича, Алексея Толстого, Константина Федина, Дмитрия Фурманова, Александра Фадеева, Михаила Шолохова, Ильи Эренбурга. Европейская литература была представлена переводами Оноре де Бальзака, Жюля Верна, Ярослава Гашека, Иоганна Вольфганга Гёте, Даниэля Дефо, Джонатана Свифта, Уильяма Шекспира, Фридриха Шиллера. Для детей издавались сказки Андерсена и братьев Гримм, а также произведения Агнии Барто, Бориса Житкова, Льва Кассиля, Самуила Маршака и Корнея Чуковского. Издательство также публиковало книги современных финских авторов, таких как Алексис Киви и Майю Лассила.
Техническая и сельскохозяйственная литература в основном состояла из буклетов, популяризирующих науку, новые технологии и методы работы. За исключением учебников финского языка, школьные учебники были переведены с русского. Помимо произведений на финском языке, издательство выпускало некоторую местную и научно-популярную литературу на русском языке. На обоих языках печатались материалы партийных и административных органов Карельской АССР, а также статистические и справочные издания.
За исключением школьных учебников, тираж книг обычно составлял 2000—2500 экземпляров. Из-за малых тиражей и заведомо низких цен на книги издательское дело терпело убытки. Финансирование книг оставалось рентабельным только благодаря доходам, получаемым от фотолаборатории и другой дополнительной деятельности.
Книги распространились в основном среди ингерманландцев и финских эмигрантов, переехавших из Финляндии, США и Канады. Согласно обзору, представленному в 1934 году, издательство не учитывало нужды карельского населения, плохо владеющего финским языком. Утверждалось также, что издательство допустило серьезные политические ошибки, опубликовав националистические произведения. В качестве примера была упомянута брошюра Хейно Раутио против разрушителей финского языка и роман Лаури Луото «Lakeuksien Aunus» («Олонецкая равнина»), в котором идеализировалась «сельскохозяйственная реформа в финско-американском буржуазном фермерском духе».
После ареста руководства советской Карелии в 1935 году бывший глава издательства Теему Тёрмяля и остальные её руководители были объявлены националистами и уволены. Обвинения в «искажениях национальной политики» были предъявлены финноязычным писателям, редакторам журналов и всему коллективу издательства «Кирья». В результате политических чисток количество издаваемой литературы сократилось, ленинградское отделение было закрыто. Название издательства было изменено на Карельское государственное издательство «Кирья». Было увеличено количество литературы издаваемой на русском и карельском языках. Осенью 1937 года почти все писатели, сотрудничавшие с издательством и писавшие на финском языке, были арестованы, а их произведения запрещены. Многие сотрудники «Кирья» и финноязычных журналов были расстреляны как «враги народа».
В ноябре 1937 года Карельское государственное издательство «Кирья» было преобразовано в Карельское государственное издательство (сокращённо «Каргосиздат»). В конце года использование финского языка было прекращено. Публикации издательства были признаны идеологически вредными. Были уничтожены находившиеся в производстве произведения и рукописи, а также книжный фонд издательства на сумму 1 250 000 рублей. Литература на финском языке была изъята из библиотек.

## Издаваемые газеты и журналы
| - Вестник отдела информации Карельской АССР (1932—1937) - Kipinä, детский журнал «Искорка» (1927—1937) - Kirja, ежемесячное издание издательства (1932) - Kommunisti (1925—1937) - Kollektivisti, сельскохозяйственный и кооперативный журнал «Коллективист» (1931—1933) - Kyntäjä, сельскохозяйственный журнал «Пахарь» (1927—1928) - Moukari, юмористический журнал «Кувалда» (1931—1932) - Nuori kaarti, журнал «Молодая гвардия» (1926—1937) - Puna-apu, вестник МОПР «Красная помощь» (1932—1937) | - Karjalan Sanomat, газета «Новости Карелии» (1923—1937) - Punainen valistustyö «Красное просвещение» (1926—1931) - Punakantele, литературный журнал « Красное кантеле» (1928—1931) - Punavartio, спортивный журнал (1932—1937) - Rintama, литературный и общественно-политический журнал (1932—1937) - Soihtu, журнал о культуре «Факел» (1927—1930) - Tietoa ja tekniikkaa, журнал о технике «Знания и технологии» (1932) - Työläis- ja talonpoikaisnainen, журнал «Работница и крестьянка» (1925—1931), позднее «Советская женщина» (1932—1937) - Vapaus газета «Свобода», издавалась в Ленинграде(1918—1937) |